# FSB (musikgrupp)
FSB är ett progressivt rockband som bildades 1975 som en studioprojekt.  FSB var en av de mest populära progressiva rockbanden i Bulgarien under 1980-talet.

## Nuvarande medlemmar
- Rumen Boyadzhiev - keyboards, sång (1975-i dag)
- Konstantin Tsekov - keyboards, sång (1975-i dag)
- Ivan Lechev - gitarr (1979-i dag)

## Tidigare medlemmar
- Aleksandar Baharov - bas (1975-1983)
- Petar Slavov - trummor (1979-2006)
- Ivaylo Kraychovski - bas (1983-2007)

## Diskografi
| Årtal | Titel                                                 |
| ----- | ----------------------------------------------------- |
| 1976  | Non-Stop                                              |
| 1978  | FSB 2                                                 |
| 1980  | The Globe                                             |
| 1981  | 78 RPM                                                |
| 1983  | Ten Years Later                                       |
| 1983  | FSB VI                                                |
| 1985  | FSB na koncert — FSB In Concert släppt på 2 CD-skivor |
| 1987  | I Love You Up To Here                                 |
| 1989  | Niama kak/Visoko EP                                   |
| 1992  | Attempt at flying                                     |
| 1995  | Wolfish times                                         |
| 1995  | Wind is coming                                        |
| 1995  | The last Man                                          |
| 2010  | FSB.                                                  |